# Bellefonds
Pour les articles homonymes, voir Bellefonds (homonymie).
Bellefonds est une commune du Centre-Ouest de la France, située dans le département de la Vienne en région Nouvelle-Aquitaine.

## Géographie

### Géologie et relief
La région de Bellefonds présente un paysage de plaines vallonnées plus ou moins boisées et de vallées. Le terroir se compose :
- de Bornais (ce sont des sols brun clair sur limons, profonds et humides, à tendance siliceuse) (pour 61 %) et de terres fortes (pour 31 %) sur les plateaux du seuil du Poitou ;
- de calcaires (pour 8 %) dans les vallées et les terrasses alluviales.

### Communes limitrophes
| La Chapelle-Moulière | Bonneuil-Matours |          |
|                      | Bellefonds       | Archigny |
|                      | Bonnes           |          |

### Hydrographie
La commune est traversée par la Vienne sur une longueur de 2 km.

### Climat
Le climat qui caractérise la commune est qualifié, en 2010, de « climat océanique altéré », selon la typologie des climats de la France qui compte alors huit grands types de climats en métropole. En 2020, la commune ressort du même type de climat dans la classification établie par Météo-France, qui ne compte désormais, en première approche, que cinq grands types de climats en métropole. Il s’agit d’une zone de transition entre le climat océanique, le climat de montagne et le climat semi-continental. Les écarts de température entre hiver et été augmentent avec l'éloignement de la mer. La pluviométrie est plus faible qu'en bord de mer, sauf aux abords des reliefs.
Les paramètres climatiques qui ont permis d’établir la typologie de 2010 comportent six variables pour les températures et huit pour les précipitations, dont les valeurs correspondent à la normale 1971-2000. Les sept principales variables caractérisant la commune sont présentées dans l'encadré ci-après.
| Paramètres climatiques communaux sur la période 1971-2000 - Moyenne annuelle de température : 11,5 °C - Nombre de jours avec une température inférieure à −5 °C : 2,7 j - Nombre de jours avec une température supérieure à 30 °C : 5,9 j - Amplitude thermique annuelle : 15,3 °C - Cumuls annuels de précipitation : 708 mm - Nombre de jours de précipitation en janvier : 11 j - Nombre de jours de précipitation en juillet : 6,4 j |

Avec le changement climatique, ces variables ont évolué. Une étude réalisée en 2014 par la Direction générale de l'Énergie et du Climat complétée par des études régionales prévoit en effet que la  température moyenne devrait croître et la pluviométrie moyenne baisser, avec toutefois de fortes variations régionales. La station météorologique de Météo-France installée sur la commune et mise en service en 1993 permet de connaître en continu l'évolution des indicateurs météorologiques. Le tableau détaillé pour la période 1981-2010 est présenté ci-après.
| Mois                                  | jan.           | fév.           | mars          | avril         | mai           | juin          | jui.          | août          | sep.          | oct.          | nov.          | déc.           | année      |
| ------------------------------------- | -------------- | -------------- | ------------- | ------------- | ------------- | ------------- | ------------- | ------------- | ------------- | ------------- | ------------- | -------------- | ---------- |
| Température minimale moyenne (°C)     | 1,9            | 2              | 3             | 4,6           | 8,2           | 11,1          | 12,8          | 13,1          | 9,7           | 8             | 3,7           | 2,7            | 6,8        |
| Température moyenne (°C)              | 5,2            | 6,3            | 8,6           | 10,5          | 14,6          | 18,1          | 19,8          | 20,4          | 16,1          | 12,9          | 7,8           | 5,9            | 12,2       |
| Température maximale moyenne (°C)     | 8,5            | 10,5           | 14,3          | 16,3          | 21            | 25,1          | 26,8          | 27,8          | 22,6          | 17,7          | 11,8          | 9              | 17,7       |
| Record de froid (°C) date du record   | −13,1 02.01.97 | −11,3 12.02.12 | −6,4 11.03.04 | −3,9 08.04.21 | −0,9 03.05.21 | 3,5 04.06.01  | 5,8 13.07.93  | 4,5 30.08.93  | 1 25.09.02    | −3,3 30.10.97 | −9,8 22.11.93 | −11,9 31.12.96 | −13,1 1997 |
| Record de chaleur (°C) date du record | 16,9 31.01.17  | 22,7 27.02.19  | 24,4 31.03.21 | 27,8 30.04.94 | 33,4 29.05.01 | 38,9 22.06.03 | 40,5 23.07.19 | 41,9 06.08.03 | 35,5 14.09.20 | 28,5 01.10.97 | 23,1 08.11.15 | 18,4 07.12.00  | 41,9 2003  |
| Précipitations (mm)                   | 82,2           | 57,3           | 53,1          | 61            | 56,9          | 50,2          | 53,1          | 42,8          | 64,1          | 81,5          | 88,9          | 89             | 780,1      |

## Urbanisme

### Typologie
Au 1er janvier 2024, Bellefonds est catégorisée commune rurale à habitat dispersé, selon la nouvelle grille communale de densité à sept niveaux définie par l'Insee en 2022.
Elle est située hors unité urbaine. Par ailleurs la commune fait partie de l'aire d'attraction de Poitiers, dont elle est une commune de la couronne,. Cette aire, qui regroupe 97 communes, est catégorisée dans les aires de 200 000 à moins de 700 000 habitants,.

### Occupation des sols
L'occupation des sols de la commune, telle qu'elle ressort de la base de données européenne d’occupation biophysique des sols Corine Land Cover (CLC), est marquée par l'importance des territoires agricoles (90 % en 2018), en augmentation par rapport à 1990 (89,1 %). La répartition détaillée en 2018 est la suivante : 
terres arables (65,2 %), zones agricoles hétérogènes (24,9 %), forêts (5,6 %), eaux continentales (4,4 %). L'évolution de l’occupation des sols de la commune et de ses infrastructures peut être observée sur les différentes représentations cartographiques du territoire : la carte de Cassini (XVIIIe siècle), la carte d'état-major (1820-1866) et les cartes ou photos aériennes de l'IGN pour la période actuelle (1950 à aujourd'hui).

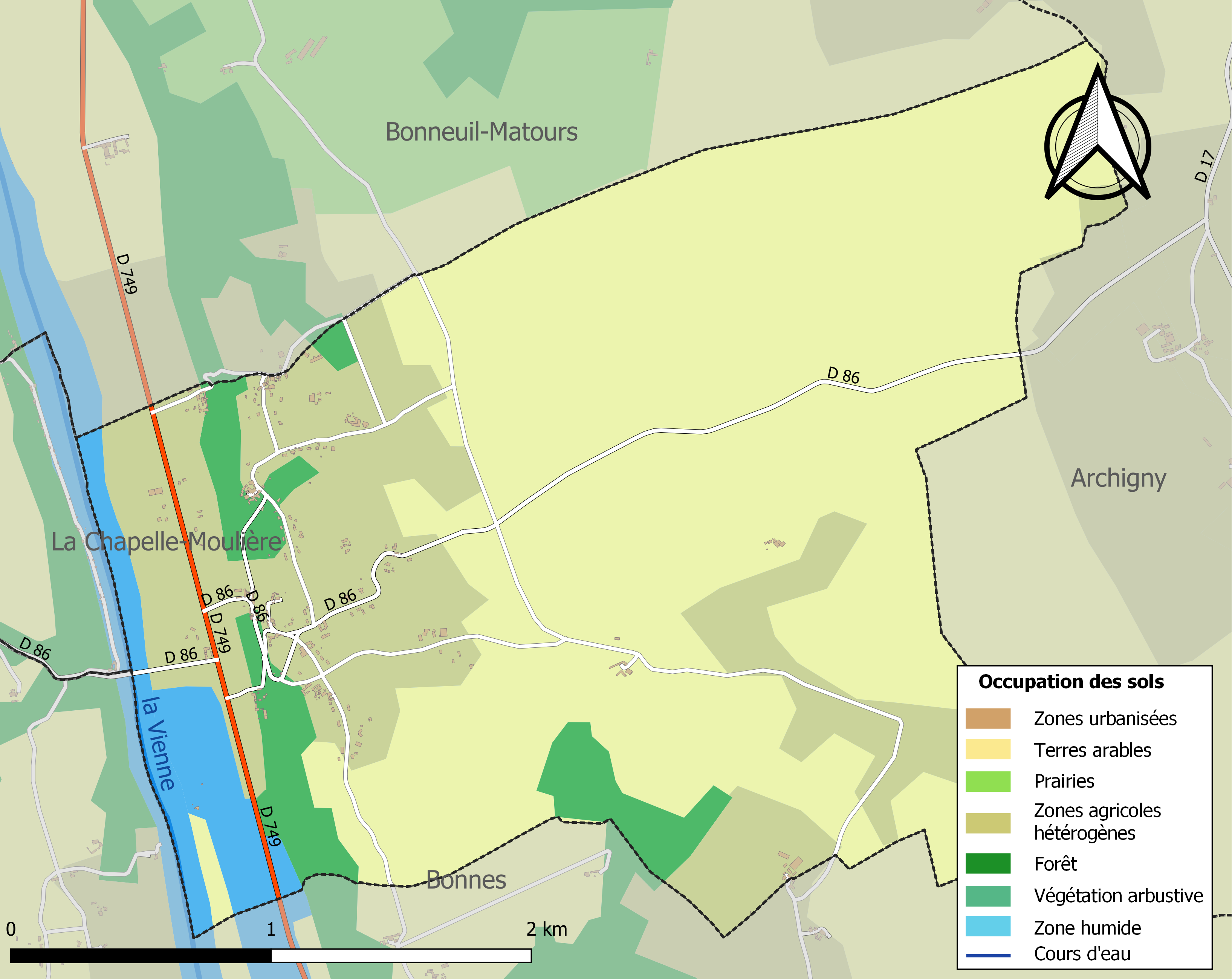
Carte des infrastructures et de l'occupation des sols de la commune en 2018 (CLC).

### Risques majeurs
Le territoire de la commune de Bellefonds est vulnérable à différents aléas naturels : météorologiques (tempête, orage, neige, grand froid, canicule ou sécheresse), inondations, mouvements de terrains et séisme (sismicité modérée). Il est également exposé à deux risques technologiques,  le transport de matières dangereuses et la rupture d'un barrage. Un site publié par le BRGM permet d'évaluer simplement et rapidement les risques d'un bien localisé soit par son adresse soit par le numéro de sa parcelle.

#### Risques naturels
Certaines parties du territoire communal sont susceptibles d’être affectées par le risque d’inondation par débordement de cours d'eau, notamment la Vienne. La commune a été reconnue en état de catastrophe naturelle au titre des dommages causés par les inondations et coulées de boue survenues en 1982, 1993, 1995, 1999 et 2010,. Le risque inondation est pris en compte dans l'aménagement du territoire de la commune par le biais du plan de prévention des risques inondation (PPRI) de la « vallée de la Vienne "médiane" - Section Chauvigny/Cenon-sur-Vienne », approuvé le 8 février 2007 et par le PPRI « Vienne Communauté d’Agglomération de Grand Châtellerault (CAGC) », prescrit le 28 janvier 2021.

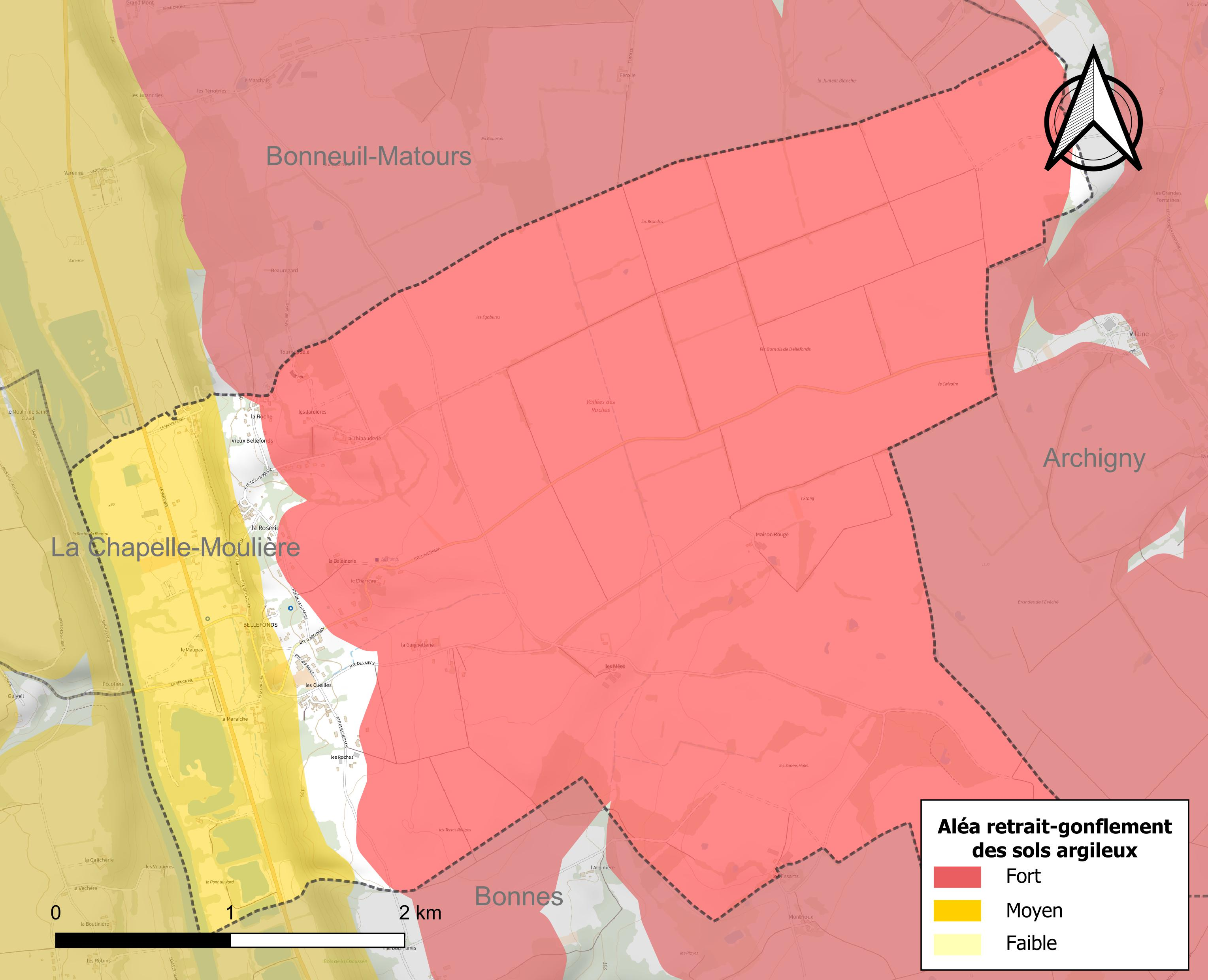
Carte des zones d'aléa retrait-gonflement des sols argileux de Bellefonds.

Les mouvements de terrains susceptibles de se produire sur la commune sont des affaissements et effondrements liés aux cavités souterraines (hors mines) et des tassements différentiels. Afin de mieux appréhender le risque d’affaissement de terrain, un inventaire national permet de localiser les éventuelles cavités souterraines sur la commune. Le retrait-gonflement des sols argileux est susceptible d'engendrer des dommages importants aux bâtiments en cas d’alternance de périodes de sécheresse et de pluie. 95,5 % de la superficie communale est en aléa moyen ou fort (79,5 % au niveau départemental et 48,5 % au niveau national). Depuis le 1er octobre 2020, en application de la loi ÉLAN, différentes contraintes s'imposent aux vendeurs, maîtres d'ouvrages ou constructeurs de biens situés dans une zone classée en aléa moyen ou fort,.
La commune a été reconnue en état de catastrophe naturelle au titre des dommages causés par la sécheresse en 1996, 2005, 2011 et 2017, par des mouvements de terrain en 1999 et 2010 et par des glissements de terrain en 1995.

#### Risque technologique
La commune est en outre située en aval des barrages de Lavaud-Gelade et de Vassivière dans la Creuse, des ouvrages de classe A. À ce titre elle est susceptible d’être touchée par l’onde de submersion consécutive à la rupture d'un de ces ouvrages.

## Toponymie
Le nom est lié à une source et apparaît dans les textes dès 950 sous la forme Bella Fons en 950.

## Politique et administration

### Liste des maires
| Période                                  | Période  | Identité       | Étiquette | Qualité |
| ---------------------------------------- | -------- | -------------- | --------- | ------- |
| Les données manquantes sont à compléter. |          |                |           |         |
| mars 2014                                | En cours | Bernard Heneau |           |         |

### Instances judiciaires et administratives
La commune relève du tribunal d'instance de Poitiers, du tribunal de grande instance de Poitiers, de la cour d'appel  Poitiers, du tribunal pour enfants de Poitiers, du conseil de prud'hommes de Poitiers, du tribunal de commerce de Poitiers, du tribunal administratif de Poitiers et de la cour administrative d'appel  de  Bordeaux,  du tribunal des pensions de Poitiers, du tribunal des affaires de la Sécurité sociale de la Vienne, de la cour d’assises de la Vienne.

## Démographie
L'évolution du nombre d'habitants est connue à travers les recensements de la population effectués dans la commune depuis 1793. Pour les communes de moins de 10 000 habitants, une enquête de recensement portant sur toute la population est réalisée tous les cinq ans, les populations de référence des années intermédiaires étant quant à elles estimées par interpolation ou extrapolation. Pour la commune, le premier recensement exhaustif entrant dans le cadre du nouveau dispositif a été réalisé en 2008.

En 2022, la commune comptait 250 habitants, en évolution de −1,19 % par rapport à 2016 (Vienne : +0,6 %, France hors Mayotte : +2,11 %).
| 1793 | 1800 | 1806 | 1821 | 1831 | 1836 | 1841 | 1846 | 1851 |
| ---- | ---- | ---- | ---- | ---- | ---- | ---- | ---- | ---- |
| 161  | 156  | 194  | 202  | 247  | 231  | 250  | 269  | 266  |

| 1856 | 1861 | 1866 | 1872 | 1876 | 1881 | 1886 | 1891 | 1896 |
| ---- | ---- | ---- | ---- | ---- | ---- | ---- | ---- | ---- |
| 232  | 252  | 262  | 352  | 269  | 287  | 281  | 259  | 241  |

| 1901 | 1906 | 1911 | 1921 | 1926 | 1931 | 1936 | 1946 | 1954 |
| ---- | ---- | ---- | ---- | ---- | ---- | ---- | ---- | ---- |
| 263  | 260  | 270  | 213  | 196  | 205  | 201  | 203  | 208  |

| 1962 | 1968 | 1975 | 1982 | 1990 | 1999 | 2006 | 2008 | 2013 |
| ---- | ---- | ---- | ---- | ---- | ---- | ---- | ---- | ---- |
| 206  | 164  | 148  | 181  | 222  | 209  | 230  | 236  | 248  |

| 2018 | 2022 | - | - | - | - | - | - | - |
| ---- | ---- | - | - | - | - | - | - | - |
| 255  | 250  | - | - | - | - | - | - | - |

En 2008,selon l'Insee, la densité de population de la commune était de 27 hab./km2, 61 hab./km2 pour le département, 68 hab./km2 pour la région Poitou-Charentes et 115 hab./km2 en France.
La commune appartient à une zone de faible dynamisme démographique qui touche une partie des membres de la communauté d’agglomération du pays châtelleraudais. L’évolution moyenne annuelle  a été, de 1999 à 2006, de 0,90 % contre 1,32 % pour la communauté d’agglomération de Poitiers (Grand Poitiers). Ceci s’explique par la crise économique qui touche le secteur industriel très représenté dans la communauté d’agglomération du pays châtelleraudais.

## Économie
Selon la direction régionale de l'Alimentation, de l'Agriculture et de la Forêt de Poitou-Charentes, il n'y a plus que 6 exploitations agricoles en 2010 contre 14 en 2000.
Les surfaces agricoles utilisées ont diminué et sont passées de 719 hectares en 2000 à 448 hectares en 2010. 42 % sont destinées à la culture des céréales (blé tendre et orges), 21 % pour le fourrage et 8 % reste en herbes.
L'élevage représentait en 2000 : 213 têtes de bovins et 22 têtes  têtes d'ovins. Il a complètement disparu en 2010.

## Culture locale et patrimoine

### Lieux et monuments
- Église romane Saint-Hilaire XIIe siècle.
- Château de Bellefonds XVe siècle.
- La commune possède deux zones naturelles d'intérêt écologique, faunistique et floristique (ZNIEFF)[32] qui couvrent 89 % de la surface communale :
  - Les Bornais de Bellefonds,
  - Le plateau de Bellefonds. Il est aussi protégé par la Directive oiseaux qui assure une protection aux oiseaux sauvages et à leurs biotopes[33].
- Selon l'Inventaire des arbres remarquables de Poitou-Charentes[34], il y a un arbre remarquable sur la commune qui est un poirier commun.